# Aciduria metilmalónica
La aciduria metilmalónica, también llamada acidemia metilmalónica, es una enfermedad congénita, presente desde el momento del nacimiento, y hereditaria, según un patrón autosómico recesivo. Se debe a una mutación situada en el cromosoma 6 p12- p21.2 que origina un defecto de la enzima metilmalonil CoA-mutasa, lo que ocasiona acumulación de ácido metilmalónico en fluidos fisiológicos como la orina, esta sustancia es tóxica y provoca efectos perjudiciales sobre la salud Se produce un caso por cada entre 50.000 y 80.000 niños nacidos, por lo que se considera una enfermedad rara.

## Síntomas

Patrón de herencia asutosómica recesiva

Los niños nacen sin ningún problema aparente, pero cuando empiezan a alimentarse con leche, su sistema enzimático no es capaz de metabolizar correctamente los aminoácidos isoleucina, valina, metionina y treonina, provocando acumulación de ácido metilmalónico y secundariamente amonio y lactato. Ello ocasiona que el niño comience a presentar síntomas, como rechazo del alimento, vómitos, deshidratación y letargo que puede llegar al coma. A largo plazo una de las complicaciones más importantes es la insuficiencia renal.

## Diagnóstico
En los niños con síntomas sospechosos, se realiza un análisis para determinar los niveles en orina de los ácidos metilmalónico y 3-hidroxipropiónico que están elevados en la enfermedad, al igual que el ácido metilcítrico en sangre. Para la confirmación se determina la actividad enzimática y se practica el análisis molecular del gen.

### Diagnóstico diferencial

#### Aciduria malónica y metilmalónica combinada (CMAMMA)
En lo que respecta a los niveles elevados de ácido metilmalónico, la aciduria metilmalónica puede distinguirse rápidamente de la aciduria malónica y metilmalónica combinada (CMAMMA) calculando la relación entre el ácido malónico y el ácido metilmalónico en el plasma sanguíneo, mientras que un cálculo con valores de la orina no es adecuado. La proporción también puede utilizarse para determinar si la CMAMMA se debe a una deficiencia de ACSF3 (ácido malónico < ácido metilmalónico) o a una deficiencia de malonil-CoA descarboxilasa (ácido malónico > ácido metilmalónico).

## Tratamiento

### Terapias con ARNm
Los estudios preclínicos de prueba de concepto en modelos animales han demostrado que la terapia con ARNm también es adecuada para enfermedades metabólicas raras, incluida la aciduria metilmalónica aislada. En este contexto, cabe mencionar el candidato a terapia para la aciduria metilmalónica mRNA-3705 de la empresa biotecnológica Moderna, que actualmente se encuentra en fase 1/2.